# بيتر سينجي

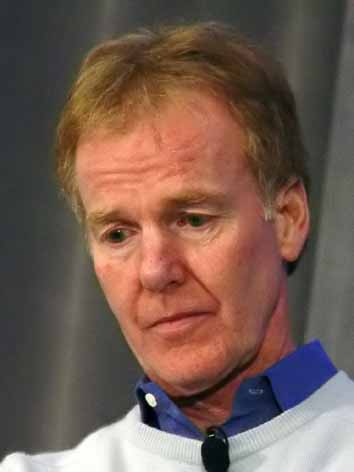

بيتر سينج (بالإنجليزية: Peter Senge) عالم أمريكي من مواليد عام 1947م، وهو مدير مدرسة التعلم التنظيمي بمدرسة سلون للإدارة، ومحاضر رفيع المستوى في معهد ماسا تشو ستس للتكنولوجيا.
حصل على درجة البكالوريوس في الهندسة الفضائية من جامعة ستانفورد، كما حصل على شهادة نمذجة النظم الاجتماعية من معهد ماسا عام 1972م، كما حصل على درجة الدكتوراه من مدرسة سلون للإدارة عام 1978م، ويعمل حاليا في هيئة التدريس بمعهد ماساتشوستس للتكنولوجيا.

## فلسفتهللجودة
يعرف المنظمة المتعلمة بأنها: منظمة يعمل فيها الأفراد باستمرار على زيادة قدراتهم في تحقيق النتائج التي يرغبون فيها، ويتم مساعدة وتشجيع وجود نماذج جديدة. كما يطلق فيها المجال لطموحات الجماعة والتعلم من بعضهم كمجموعات.

## أبرز مؤلفاته
(( الانضباط الخامس )) صدر عام 1990 م.

## أهم الأفكار والنماذج:
وضع سينغ خمسة أسس ينبغي أن تلتزم بها المنظمة لتكون منظمة متعلمة، وهي كالتالي:
1-	السيطرة الشخصية:

ويشير هذا المكون إلى التوضيح والتعميق المتواصل للرؤى الشخصية والتركيز على ما لدى الفرد من طاقات وتطويرها حتى يمكنه رؤية الحقيقة بموضوعية. ويشكل هذا المكون حجر الزاوية بالنسبة للمؤسسة التعليمية، وعلى ذلك فهو يتطلب تعهداً وإصراراً من الأفراد على التعلم المتواصل مدى الحياة.
2-	النماذج العقلية:

ويشير هذا المكون إلى وجود افتراضات وتعميمات أو حتى صور متأصلة بعمق لدى الأفراد تؤثر في كيفية فهمهم للعالم وبالتالي في كيفية أدائهم، ويتضمن هذا المكون ضرورة عرض التفكير الشخصي أمام الآخرين وجعله مفتوحاً كي يؤثر فيهم.
3-	التعلم الفريقي:

ويشير هذا المكون إلى أن التعلم الفريقي يبدأ بالحوار، وتتحدد قدرة أعضاء الفريق من خلال تقديم الافتراضات والتفكير بصورة جماعية منظمة. ويعد التعلم الفريقي ضرورة حيوية لأن الفريق وليس الأفراد هو الذي يشكل الوحدات الجوهرية للمؤسسات التعليمية الحديثة.
4-	بناء رؤية مشتركة:

ويشير هذا المكون إلى بناء رؤية مشتركة يتضمن القدرة على تبني صورة مشتركة للمستقبل، وعندما تتوافر الرؤية المشتركة المخلصة تصبح لدى الأفراد القدرة على التعلم والتفوق. ويتضمن تطبيق الرؤية المشتركة مهارات اكتشاف الصورة المشتركة للمستقبل التي تعزز الالتزام والاندماج الحقيقي في هذه الرؤية بدلاً من الإذعان.
5-	تفكير النظم:

ويشير هذا المكون إلى تلك الرؤية التي تؤكد على أن كل الأحداث حتى تلك البعيدة من حيث الزمان والمكان يكون لها تأثير على بقية الأحداث وإن هذه التأثير عادة ما يكون خفياً وغير ظاهر، وفي ضوء هذا المكون تشكل الأعمال والمحاولات الإنسانية الأخرى نظماً أيضاً.

## تطبيقاته التربوية
سعى إلى تطبيق مفهوم المنظمة المتعلمة في مجال التربية.